# Schloss Zigguln

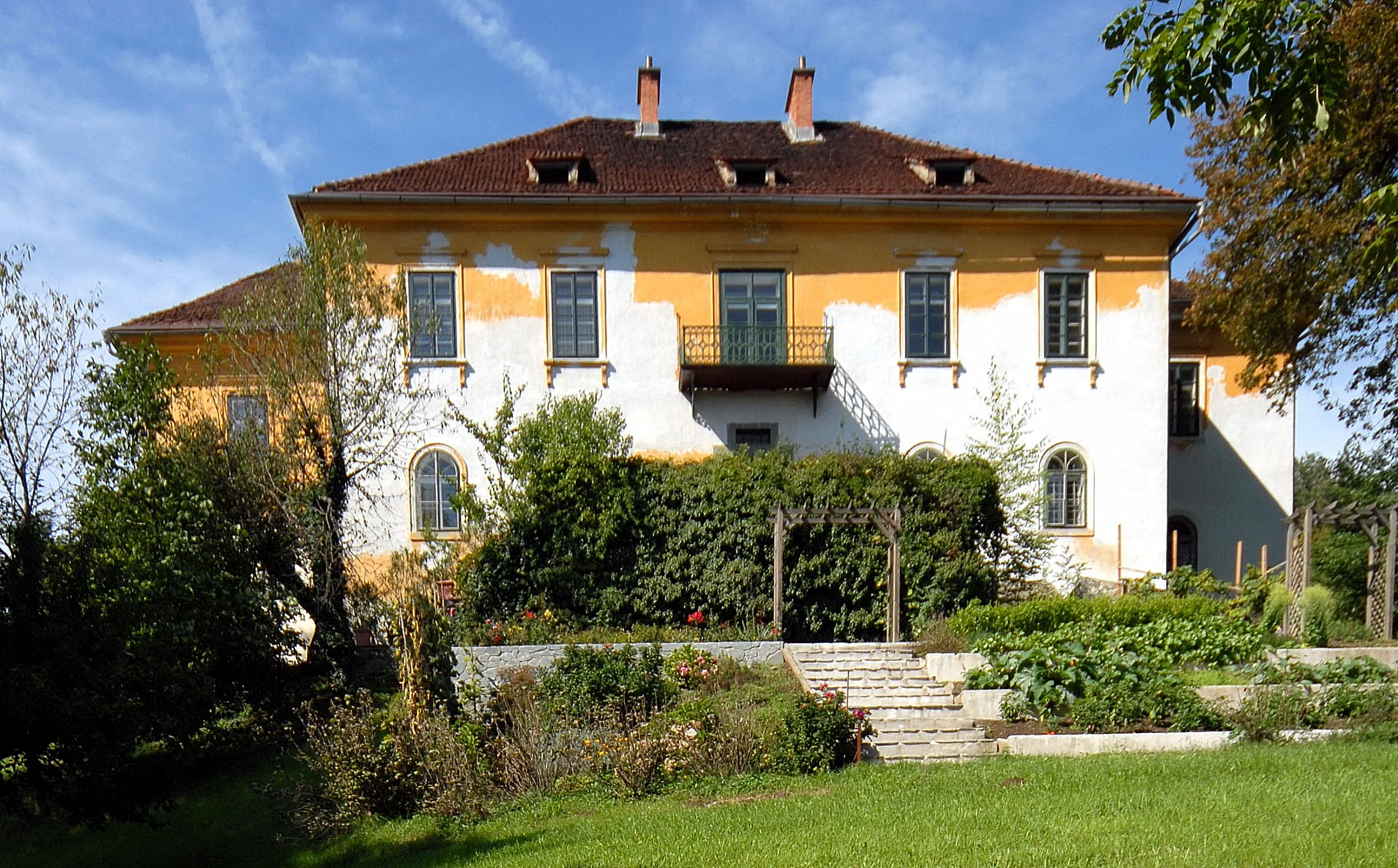
Schloss Zigguln, Südostansicht

Schloss Zigguln ist ein im Jahr 1547 erstmals urkundlich erwähntes, in der ersten Hälfte des 17. Jahrhunderts zum Schloss ausgebautes Anwesen am Kreuzbergl nordwestlich des Stadtzentrums von Klagenfurt am Wörthersee.

## Bau- und Besitzergeschichte

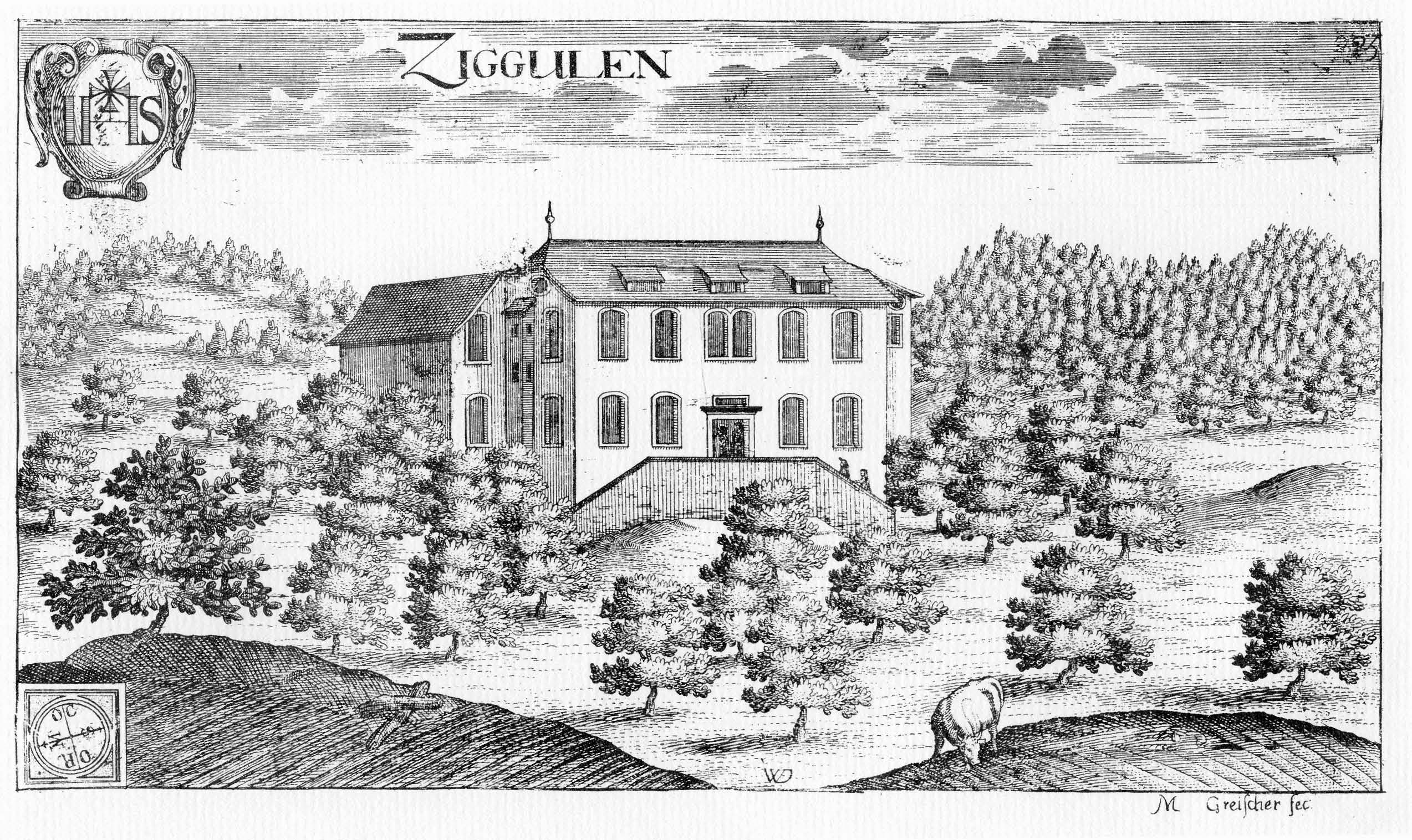
Valvasor fertigte um 1680 eine Ansicht von Zigguln an.

Der Name Zikullen scheint im Jahr 1496 erstmals in einer Urkunde auf, er leitet sich von Secula ab, einer Art Axt, die im Mittelalter als Rodungsgerät eingesetzt wurde. Im Jahr 1547 wurde Zigguln als Hube (kleiner Bauernhof) eines Adam Hofstetters erwähnt. Dessen Tochter Ursula heiratete den Klagenfurter Baumeister und späteren ersten Bürgermeister der Stadt Christoph Windisch († 1597). Seit dem Jahr 1589 befand sich Zigguln in dessen Besitz. Ihre Tochter Regina, die Zigguln geerbt hatte und mit dem Protestanten Lattacher verheiratet war, wanderte im Zuge der Gegenreformation Anfang des 17. Jahrhunderts aus. Das Anwesen wurde an einen Gewerken namens Lebmacher verkauft. Der Besitz wechselte über einen ständischen Zeugamtsverwalter an einen Hammergewerken. Zu dieser Zeit dürfte Zigguln zum Landschloss ausgebaut worden sein. Im Jahr 1633 erwarb der Jesuitenorden das kleine Gut und verwendete es als Studentenwohnheim und Erholungsstätte der Jesuitenschule, die sich am Klagenfurter Dom befand. 
Nachdem der Orden im Jahr 1773 in Österreich aufgelöst worden war, ging dessen Besitz und damit auch das Schloss in Staatseigentum über. Maria Theresia verpachtete Zigguln zunächst dem Militärwaisenhaus in der Deutenhofenstraße, später schenkte sie das Gut dieser Einrichtung. Im 19. Jahrhundert wechselte das Anwesen mehrfach den Besitzer: Im Jahr 1825 kaufte Matthias Galler Zigguln, im Jahr 1829 Gottfried Ebner von Ebenthal, im Jahr 1843 kam es auf dem Erbwege an Maria Mühlbacher geb. von Ebner († 1855). Im Jahr 848 wurde in der Landtafel vermerkt, dass sich in Zigguln eine Kesselbierbrauerei befindet und es an diesem Standort seit langem einen Gaststättenbetrieb gibt. Er kaufte Realitäten und Stadthäuser, verlegte seinen Wohnsitz nach Klagenfurt, zog um, kehrte nach Zigguln oder auf den benachbarten Bichlhof zurück, den er im Jahr 1883 erworben hatte. 
Von Maria Mühlbacher ging der Besitz auf den im Jahr 1838 in Bleiberg geborenen und in den 1850er Jahren noch minderjährigen Paul Mühlbacher über, der dann im Jahr 1860 „aus der väterlichen Gewalt“ entlassen wurde, d. h. als großjährig erklärt wurde. Paul Mühlbacher war später langjähriger Präsident der im Jahr 1868 gegründeten Bleiberger Bergwerks-Union mit Hauptsitz in Klagenfurt und ein Vertreter des Großgrundbesitzes im Kärntner Landtag. Er starb 82-jährig im Jahr 1920, sein Erbe übernahmen Maria Balzar, Emil Mühlbacher, Dr. Hans Mühlbacher und Paula von Blazekovic. Ab dem Jahr 1927 war Hans Mühlbacher alleiniger Besitzer von Zigguln. 
Im Jahr 1952 kam Paul Mühlbacher der Jüngere als Eigentümer ins Grundbuch, von ihm kaufte im Jahr 1956 die Volkskeller-Gesellschaft Klagenfurt den Besitz, die ihn im Jahr 1960 der Kammer für Arbeiter und Angestellte überließ. Im Jahr 1985 erwarb der Elektroingenieur Robert Tschuk Zigguln. Es befindet sich bis heute in Privatbesitz. Im Jahr 1996 wurde eine Restaurierung des Innenhofes durchgeführt, ebenso eine Putzsanierung.

## Baubeschreibung

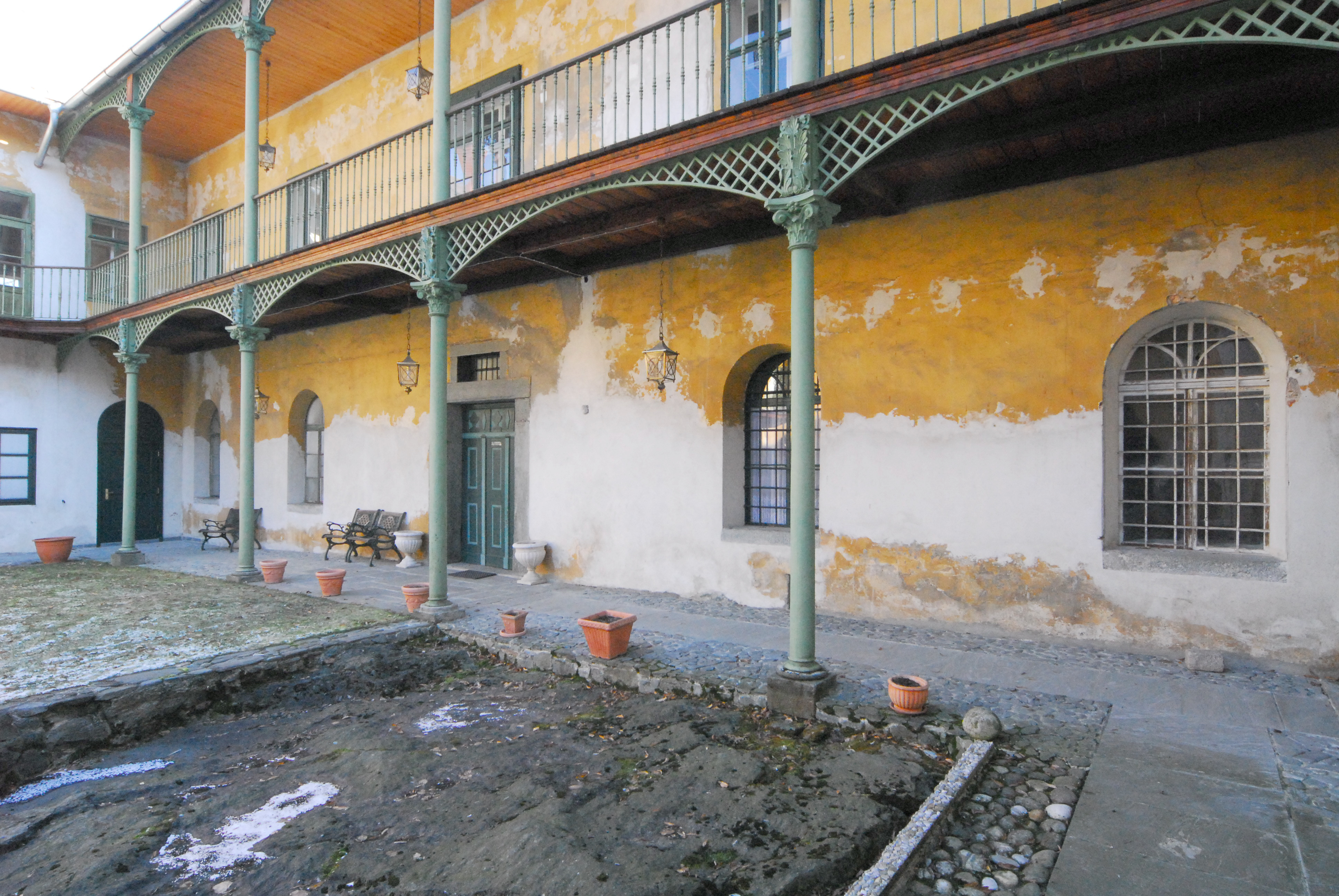
Gang im Innenhof

Schloss Zigguln ist ein schlichter, vierkantiger, mit Ausnahme des dreigeschoßigen Südflügels zweigeschoßiger Bau mit Innenhof. Das ursprüngliche Gebäude aus dem 16. Jahrhundert ist heute der vorstehende Mittelteil des Südostflügels. In dessen Mittelachse befindet sich das Ende des 16. Jahrhunderts aus Chloritschiefer gefertigte Portal mit rechteckigem Oberlicht. Der schmiedeeiserne Balkon auf Schwanenkonsolen sowie die gusseiserne, zweigeschoßige Loggienkonstruktion wurden im 19. Jahrhundert angebracht, als auch die gesamte Außenfassade neu gestaltet wurde. Im Innenhof ist der an der Nordseite auf gusseisernen Konsolen aufliegende Gang bemerkenswert.